# Campionato centroamericano e caraibico di calcio 1953
Il Campionato centroamericano e caraibico di calcio 1953 (CCCF Championship 1953) fu la sesta edizione della competizione calcistica per nazione organizzata dalla CCCF. La competizione si svolse in Costa Rica dall'8 marzo al 21 marzo 1953 e vide la partecipazione di sette squadre: Antille Olandesi, Costa Rica, El Salvador, Guatemala, Honduras, Nicaragua e Panama.
Il titolo fu vinto in casa dalla Costa Rica.
La CCCF organizzò questa competizione dal 1941 al 1961, anno in cui la CCCF si unì con la NAFC per formare la CONCACAF che istituì il Campionato CONCACAF a partire dal 1963.

## Formula
- Qualificazioni

Nessuna fase di qualificazione. Le squadre sono qualificate direttamente alla fase finale.
- Fase finale

Girone unico - 7 squadre: giocano partite di sola andata. La prima classificata si laurea campione CCCF.

## Stadi
| San José                       | San José |
| Estadio Nacional de Costa Rica | San José |
| Capienza: 25.000               | San José |
|                                | San José |

## Squadre partecipanti
| Pr. | Squadra          | Data di qualificazione certa | Partecipante in quanto | Partecipazioni precedenti al torneo | Ultima presenza |
| --- | ---------------- | ---------------------------- | ---------------------- | ----------------------------------- | --------------- |
| 1   | Costa Rica       | -                            | Qualificata di diritto | 5 (1941, 1943, 1946, 1948, 1951)    | Panama 1951     |
| 2   | Panama           | -                            | Qualificata di diritto | 4 (1941, 1946, 1948, 1951)          | Panama 1951     |
| 3   | Nicaragua        | -                            | Qualificata di diritto | 4 (1941, 1943, 1946, 1951)          | Panama 1951     |
| 4   | El Salvador      | -                            | Qualificata di diritto | 4 (1941, 1943, 1946, 1948)          | Guatemala 1948  |
| 5   | Guatemala        | -                            | Qualificata di diritto | 3 (1943, 1946, 1948)                | Guatemala 1948  |
| 6   | Antille Olandesi | -                            | Qualificata di diritto | 2 (1941, 1948)                      | Guatemala 1948  |
| 7   | Honduras         | -                            | Qualificata di diritto | 1 (1946)                            | Costa Rica 1946 |

Nella sezione "partecipazioni precedenti al torneo", le date in grassetto indicano che la nazione ha vinto quella edizione del torneo, mentre le date in corsivo indicano la nazione ospitante.

## Fase finale

### Girone unico

#### Classifica
| Pos | Squadra          | P.ti | G | V | N | P | GF | GS | DR  |
| --- | ---------------- | ---- | - | - | - | - | -- | -- | --- |
| 1   | Costa Rica       | 12   | 6 | 6 | 0 | 0 | 19 | 2  | +17 |
| 2   | Honduras         | 8    | 6 | 4 | 0 | 2 | 13 | 10 | +3  |
| 3   | Guatemala        | 8    | 6 | 3 | 2 | 1 | 8  | 8  | 0   |
| 4   | Antille Olandesi | 6    | 6 | 2 | 2 | 2 | 17 | 9  | +8  |
| 5   | El Salvador      | 5    | 6 | 2 | 1 | 3 | 10 | 14 | -4  |
| 6   | Nicaragua        | 2    | 6 | 1 | 0 | 5 | 4  | 18 | -14 |
| 7   | Panama           | 1    | 6 | 0 | 1 | 5 | 6  | 16 | -10 |

#### Risultati
| San José 8 marzo 1953 | Honduras | 2 – 1 | Nicaragua | Estadio Nacional de Costa Rica |

| San José 8 marzo 1953 | Costa Rica | 5 – 1 | El Salvador | Estadio Nacional de Costa Rica |

| San José 9 marzo 1953 | Guatemala | 1 – 1 | Antille Olandesi | Estadio Nacional de Costa Rica |

| San José 10 marzo 1953 | El Salvador | 4 – 1 | Nicaragua | Estadio Nacional de Costa Rica |

| San José 10 marzo 1953 | Costa Rica | 3 – 0 | Panama | Estadio Nacional de Costa Rica |

| San José 11 marzo 1953 | Antille Olandesi | 8 – 0 | Nicaragua | Estadio Nacional de Costa Rica |

| San José 12 marzo 1953 | Panama | 2 – 4 | Antille Olandesi | Estadio Nacional de Costa Rica |

| San José 13 marzo 1953 | Costa Rica | 4 – 1 | Honduras | Estadio Nacional de Costa Rica |

| San José 13 marzo 1953 | Guatemala | 3 – 2 | El Salvador | Estadio Nacional de Costa Rica |

| San José 14 marzo 1953 | Panama | 0 – 2 | Nicaragua | Estadio Nacional de Costa Rica |

| San José 15 marzo 1953 | El Salvador | 0 – 3 | Honduras | Estadio Nacional de Costa Rica |

| San José 15 marzo 1953 | Costa Rica | 1 – 0 | Antille Olandesi | Estadio Nacional de Costa Rica |

| San José 17 marzo 1953 | Costa Rica | 3 – 0 | Nicaragua | Estadio Nacional de Costa Rica |

| San José 17 marzo 1953 | Panama | 2 – 2 | Guatemala | Estadio Nacional de Costa Rica |

| San José 19 marzo 1953 | Guatemala | 1 – 0 | Nicaragua | Estadio Nacional de Costa Rica |

| San José 19 marzo 1953 | El Salvador | 2 – 1 | Panama | Estadio Nacional de Costa Rica |

| San José 19 marzo 1953 | Antille Olandesi | 3 – 4 | Honduras | Estadio Nacional de Costa Rica |

| San José 21 marzo 1953 | Honduras | 3 – 1 | Panama | Estadio Nacional de Costa Rica |

| San José 21 marzo 1953 | El Salvador | 1 – 1 | Antille Olandesi | Estadio Nacional de Costa Rica |

| San José 21 marzo 1953 | Costa Rica | 3 – 0 | Guatemala | Estadio Nacional de Costa Rica |

| San José 23 marzo 1953 | Guatemala | 1 – 0 | Honduras | Estadio Nacional de Costa Rica |